# Bradford, Ohio
Bradford là một làng thuộc quận Miami, tiểu bang Ohio, Hoa Kỳ. Năm 2010, dân số của làng này là 1842 người.

## Dân số
- Dân số năm 2000: 1859 người.
- Dân số năm 2010: 1842 người.